# St. Ludwig (Oehrberg)

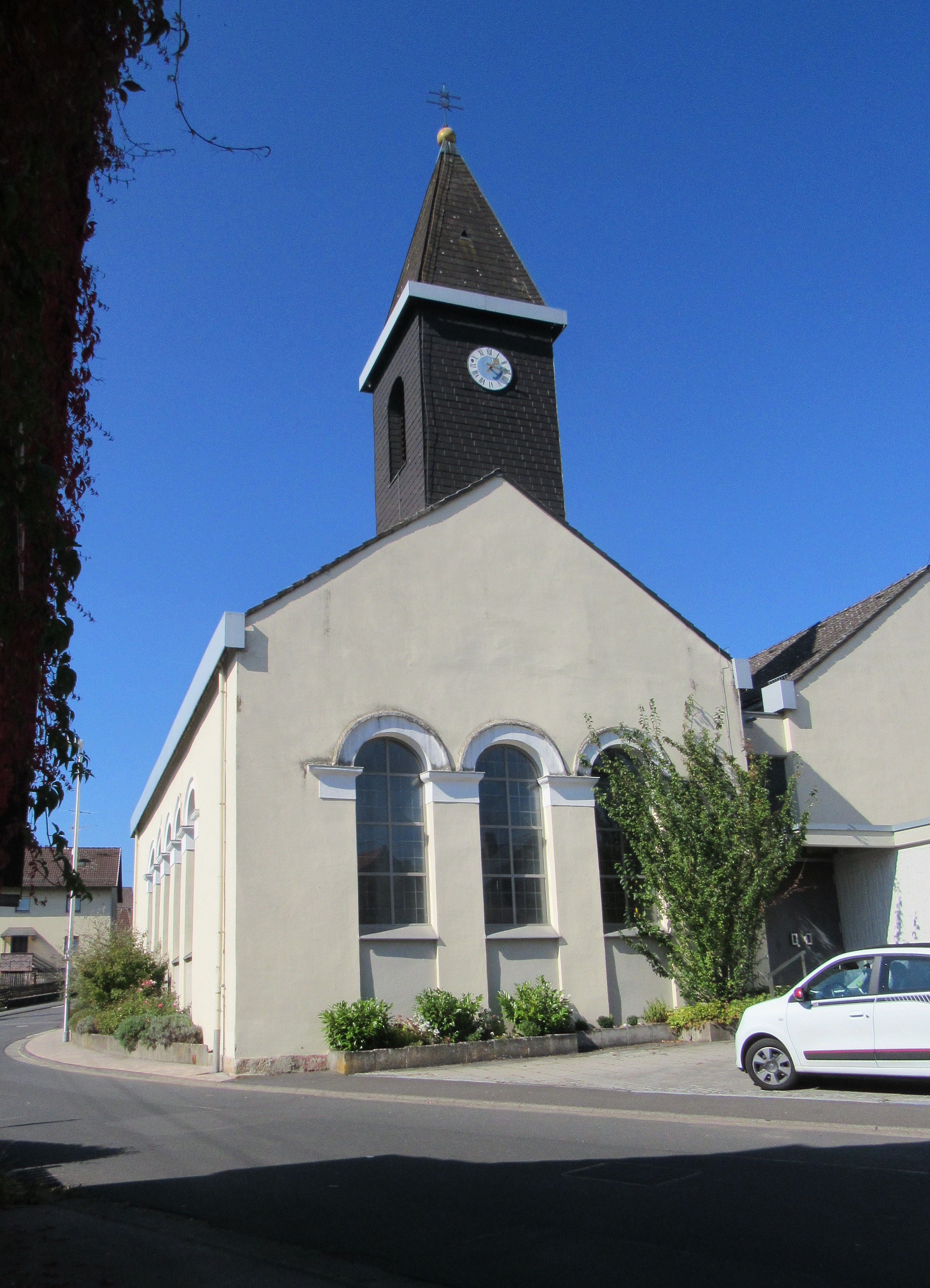
Kirche in Oehrberg

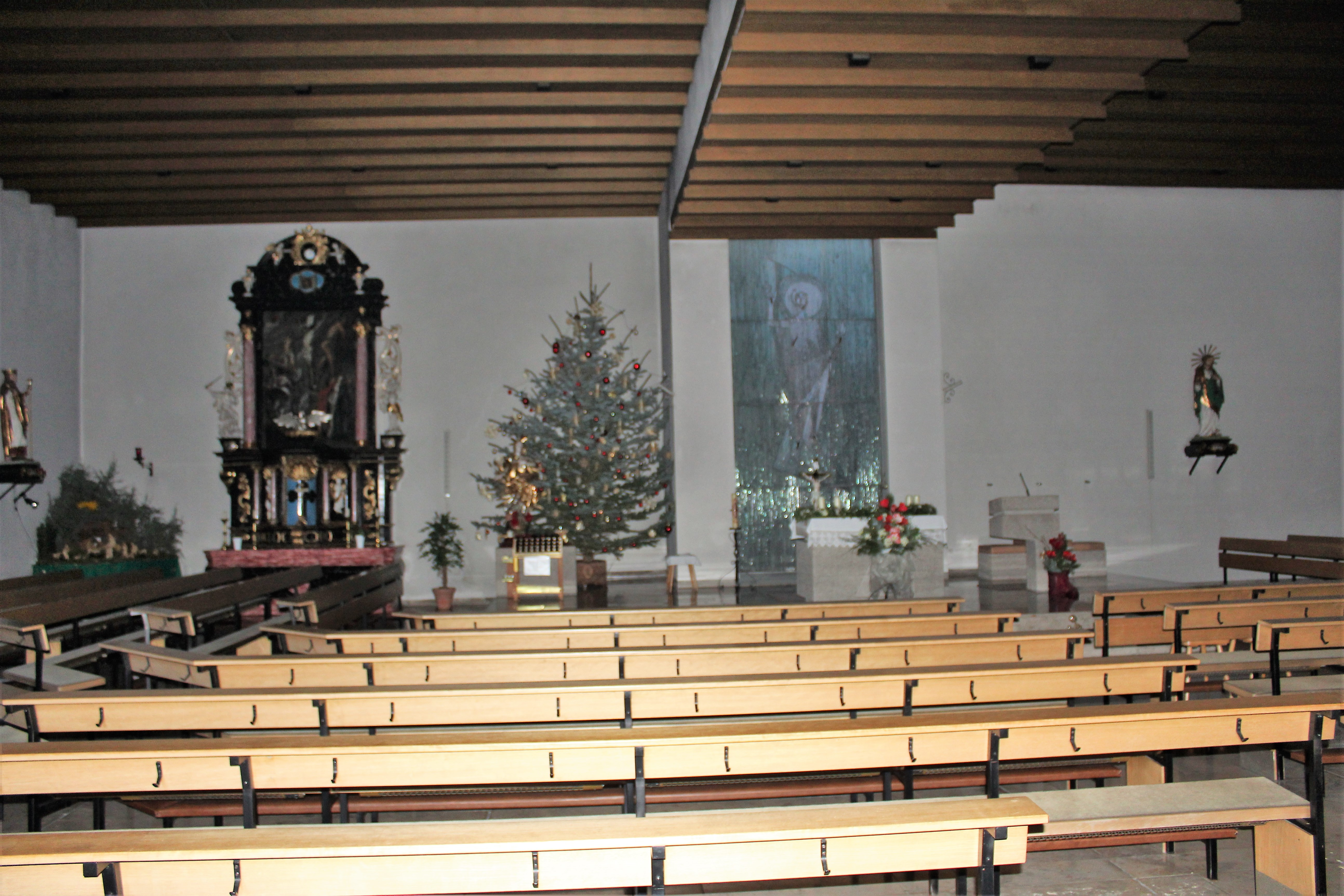
Innenraum der Kirche

Die römisch-katholische Kirche St. Ludwig befindet sich in Oehrberg, einem Ortsteil des in Unterfranken gelegenen Ortes Burkardroth und ist dem hl. Ludwig gewidmet.
Die Kirche gehört zu den Baudenkmälern von Burkardroth und ist unter der Nummer D-6-72-117-45 in der Bayerischen Denkmalliste registriert.

## Geschichte
Zunächst gab es in Oehrberg einen einfachen Kirchenbau aus Holz, der wegen ab Anfang des 19. Jahrhunderts bestehender Baufälligkeit im Jahr 1824 durch einen Neubau ersetzt wurde; doch soll Indizien zufolge bereits um 1790 eine Kirche in Oehrberg existiert haben. Auf Bitten des Oehrberger Gemeinderates gewährte der bayerische König Ludwig I. dem Kirchenneubau von 1824 eine umfangreiche finanzielle Unterstützung.
In den Jahren 1974/75 erfolgte ein umfangreicher Umbau mit Erweiterung der Kirche; die Neueinweihung erfolgte am 25. April 1975 durch Weihbischof Alfons Kempf.
Die St.Ludwig-Kirche verfügt über zwei Altäre. Der linke, 1652 angefertigte Altar stammt ursprünglich aus dem Kloster Thulba und stellt die Kreuzigung Christi dar. Es ist unklar, wann er in die St.Ludwig-Kirche verbracht wurde, möglicherweise jedoch in den Jahren 1818/19. Der andere Altar befindet sich an der Schnittstelle zwischen altem und neuem Kirchentrakt und zeigt die Auferstehung Jesu Christi.
Die Kirche hatte in den Jahren 1942 bis 1975 nur eine Glocke, nachdem eine Glocke im Jahr 1925 unbrauchbar wurde und eine im Zweiten Weltkrieg abgeliefert werden musste. Seit dem Jahr 1975 sind wieder drei Glocken mit den Tönen cis’’, e’’ und fis’’ vorhanden. Sie ergeben ein Te-Deum-Motiv.